# 綠美麗蚌
綠美麗蚌（学名：Lampsilis virescens），又名阿拉巴馬真珠蚌，是美國特有的一種淡水蚌。牠們只分佈在阿拉巴馬州東北部的佩恩特羅克河。